# Imerinus degener
Imerinus degener är en skalbaggsart som beskrevs av Leon Fairmaire 1898. Imerinus degener ingår i släktet Imerinus och familjen långhorningar.
Artens utbredningsområde är Madagaskar. Inga underarter finns listade i Catalogue of Life.